# Jakobsbrevet
Jakobsbrevet (klassisk grekiska: Ἰακώβου [ἀποστόλου] ἐπιστολή [καθολική], Iakōbou epistolē) är en skrift som ingår i Nya testamentets brevlitteratur. Brevet tillhör, tillsammans med Första Petrusbrevet, Andra Petrusbrevet, de tre Johannesbreven och Judasbrevet, de sju så kallade katolska breven, därför att det har en allmän ("katolsk") adressat och alltså inte är riktat till någon bestämd person eller församling. 
Det föreligger inte någon konsensus inom forskarvärlden om när detta brev skrevs och oenigheten hänger samman med frågan om vem som har skrivit det – om det skrevs av Herrens broder Jakob som antas ha dött år 62 eller om det skrevs av någon okänd person senare. Detta har lett till att vissa daterar brevet så tidigt som till mitten av 40-talet medan andra förlägger dess tillkomst till långt efter Jakobs tid och ibland så sent som till mitten av 100-talet. Följaktligen har det hävdats att det är Nya testamentets såväl äldsta som yngsta skrift. Den mest accepterade uppfattningen torde vara att brevet inte har skrivits av denne Jakob, utan att det skrevs av en för oss okänd person någon gång under perioden omkring 65–100.
Jakobsbrevet är mer att betrakta som en allmän kristen förmaningsskrift än ett traditionellt brev. Skriften består av löst sammansatta vishetsord och korta utredningar och förmaningar. Jakobsbrevet tar upp förhållandet mellan gärningar och tro, och poängterar att utan gärningar är tron död och att man blir rättfärdig även genom gärningarna, inte enbart genom tron. Av bland annat denna anledning har brevet varit omtvistat inom kyrkan och exempelvis Martin Luther kritiserade det för att grumla läran om rättfärdiggörelsen.

## Författare, ursprung och tillkomsttid

### Författare

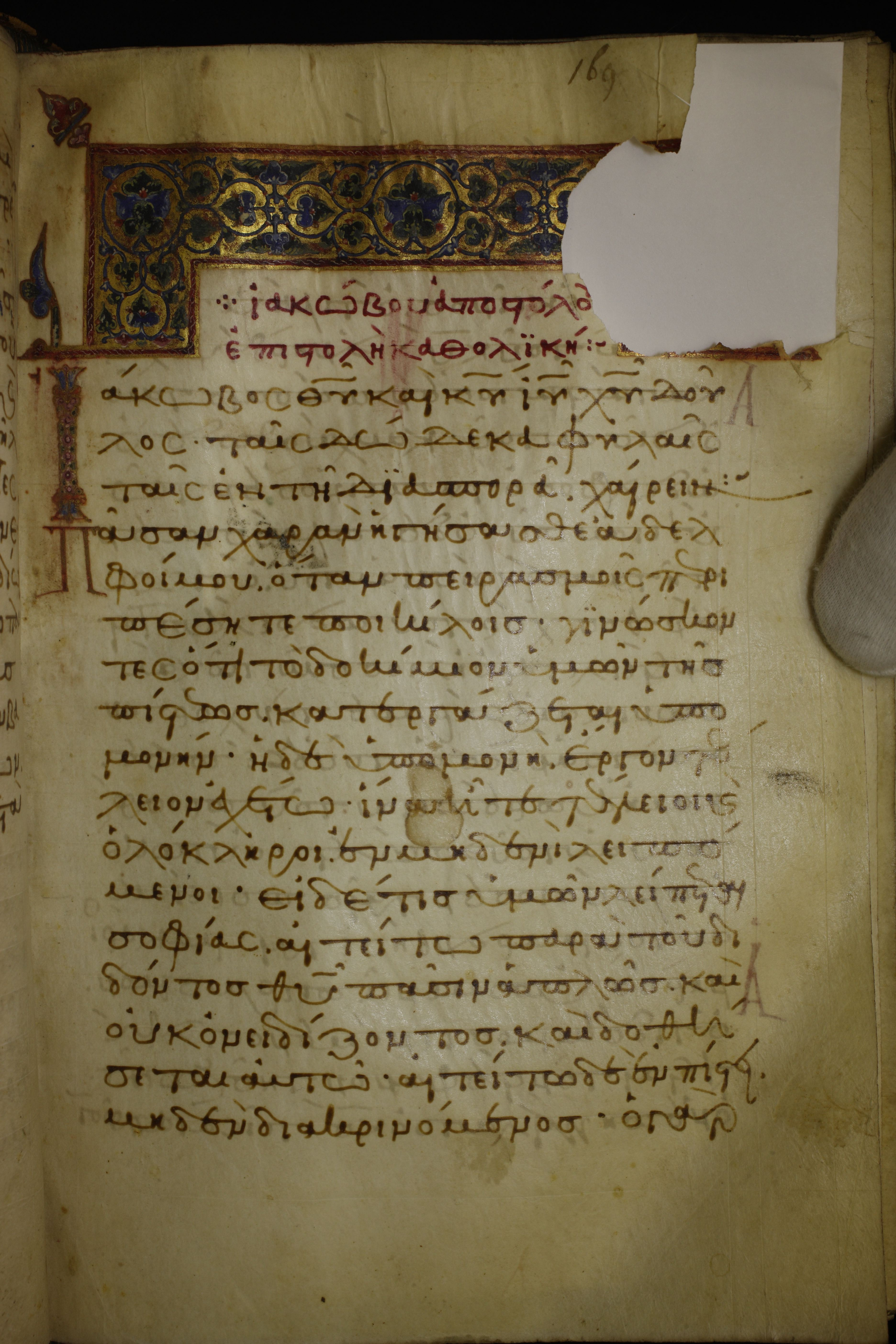
Inledningen av Jakobsbrevet med överskriften ”Aposteln Jakobs katolska brev” i Minuscule 319 från 1100-talet.

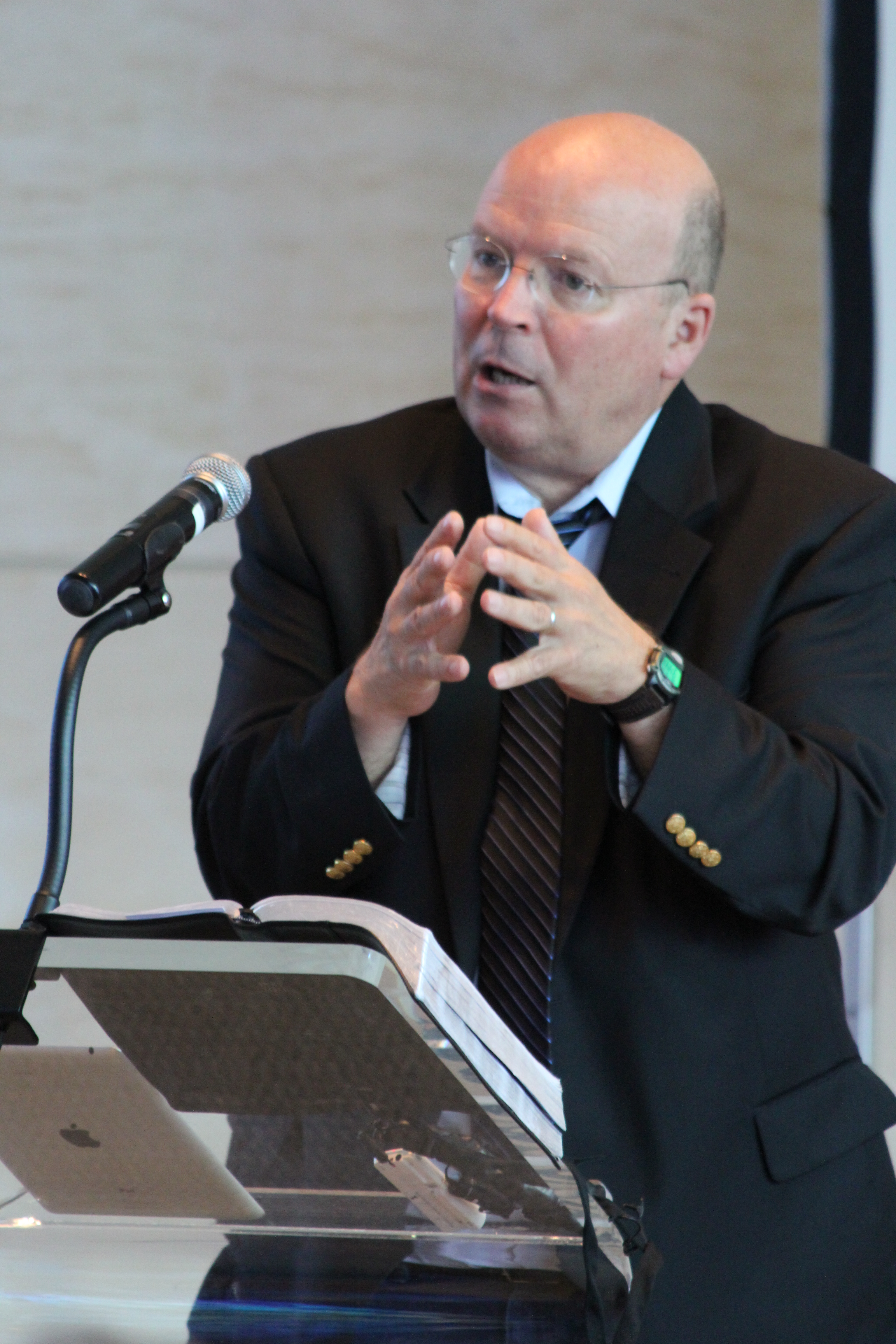
Scot McKnight, som menar att det är troligare att Jakob har skrivit brevet än att han inte har det, och därför föreslår en tillkomsttid på 50-talet.

Det finns ingen större enighet bland forskare vad gäller brevets ursprung, tiden när det skrevs eller vem författaren var, och det var omstritt redan i den gamla kyrkan. Brevet uppges vara skrivet av Jakob, Guds och herren Jesu Kristi tjänare, men vem denne var anges aldrig. Jakob var ett vid denna tid mycket vanligt namn bland palestinska judar och kristna. Med reservation för att samma person kan dölja sig bakom fler namn än ett, förekommer fem män i Nya testamentet som heter Jakob (grekiska: Ἰάκωβος): Jakob, Sebedaios son, Jakob, Alfaios son, Jakob, Jesu broder, också benämnd Herrens broder och den rättfärdige, Jakob den yngre och Jakob, far till lärjungen Judas. Den traditionella uppfattningen har varit att brevet har författats av Jesu broder, kallad Jakob den rättfärdige, som var ledare för den kristna kyrkan i Jerusalem fram till sin död år 62. Genom att det i brevet aldrig sägs vilken Jakob som avses, drar de flesta forskare slutsatsen att oavsett vem som har skrivit det, var meningen den att läsaren skulle förstå att detta var en så välkänd och berömd Jakob att den saken inte behövde påtalas. Därmed kvarstår Jakob, Sebedaios son och Jakob den rättfärdige, och eftersom den förstnämnde anses ha dött redan år 44 återstår bara den senare. Har han skrivit brevet bör det vara en av Nya testamentets tidigaste skrifter. Mot Jakob som författare talar brevets vårdade grekiska; för honom talar att innehållet uppvisar ”beröringspunkter med kristendomens ursprungsmiljö” och att flera kärva uttalanden liknar Jesu ord i evangelierna.

### Tidig datering
Till stöd för att Jakob den rättfärdige har skrivit brevet har forskare framhållit att brevets polemik vore otänkbar efter apostlamötet i Jerusalem omkring år 49, varför de förlägger brevets tillkomst till före detta år. Andra argument till stöd för att Jakob skrivit brevet är att traditionen tillskriver honom brevet och att det är judiskt-kristet, vilket skulle stämma med Jakob som författare. Vidare anses den ödmjuka ingressen, den förmanande hållningen och den självklara auktoriteten, tala för att Jakob har skrivit brevet. Dessutom menar några, som Scot McKnight, att argumenten mot identifieringen av Jakob som författare inte är så övertygande som ofta görs gällande och att brevet därför inte måste vara skrivet efter Jakobs tid, som 1) att orsaken till att det inte har citerats eller åberopats i den äldsta tiden är att det ansågs vara för obetydligt och 2) att det har cirkulerat inom bara en mindre judekristen grupp, och 3) att templets ödeläggelse år 70 marginaliserade den judekristna gruppen i Jerusalem varför deras syn negligerades samt 4) att brevet ansågs vara för judiskt för att väcka intresse inom den icke-judiska delen av kristenheten. Robert Foster menar dock att även sammantaget utgör dessa argument bara en möjlig, men knappast övertygande, förklaring till varför brevet inte rönte någon större uppmärksamhet.
Om Jakob, ledaren för den kristna församlingen i Jerusalem, har författat denna skrift skulle den kunna vara skriven någon gång i perioden omkring 40 till 62, och om den som flera forskare antar är tillkommen i slutet av 40-talet, skulle den kunna vara Nya testamentets äldsta skrift.

### Sen datering

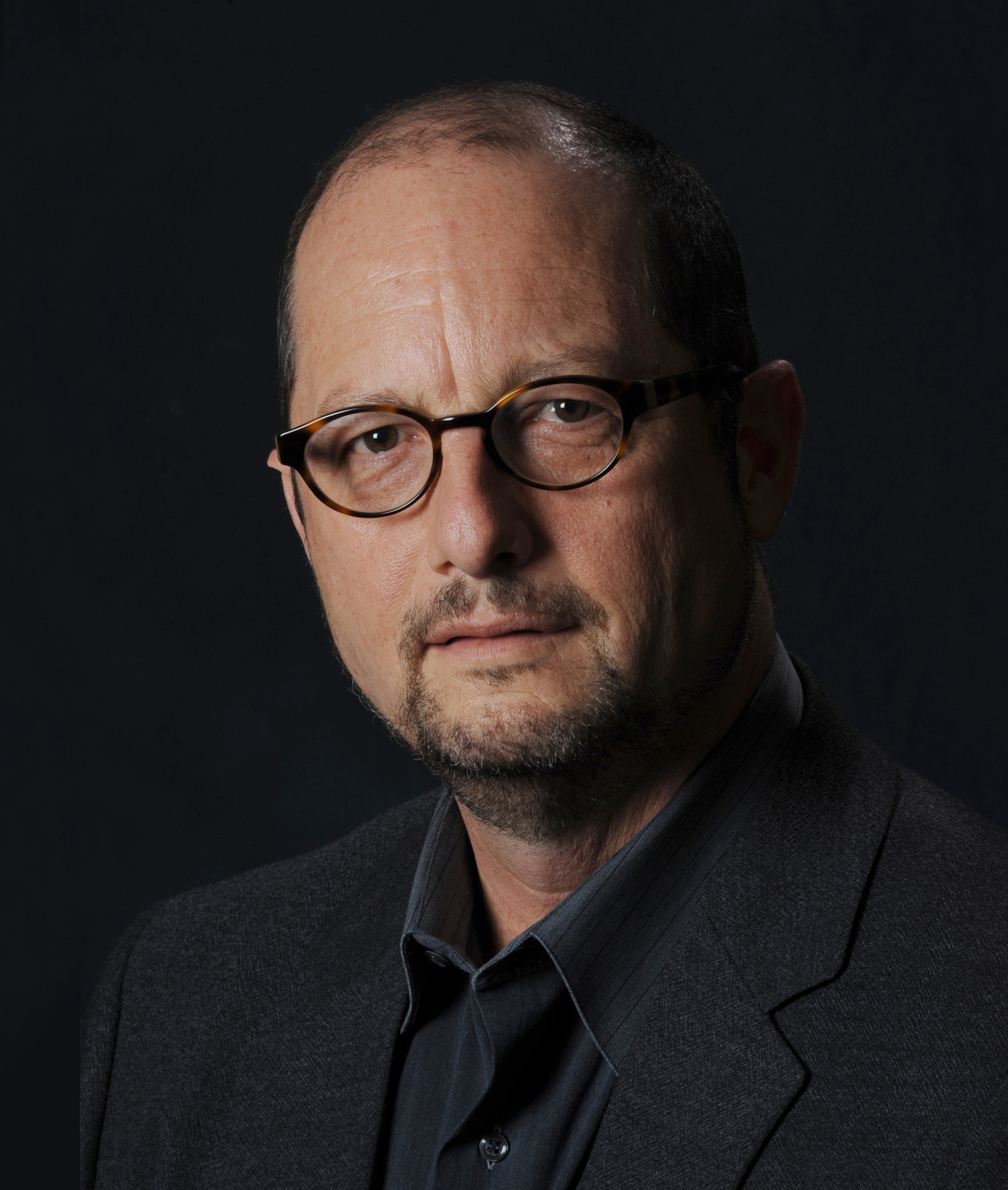
Bart D. Ehrman, som anser det vara näst intill uteslutet att en bondson från den galileiska landsbygden som Jakob skulle ha kunnat skriva Jakobsbrevet.

Argumenten emot uppfattningen att brevet skrivits av Jakob inbegriper att det är skrivet på driven grekiska, något många menar att en enkel och outbildad palestinier med arameiska som modersmål knappast vore i stånd till, om än vissa anser det inte vara uteslutet. Det faktum att grekiskan förekom i Palestina innebär inte, enligt Werner Kümmel, att en arameisktalande jude i vanliga fall kunde skriva på flytande grekiska. Författaren är dessutom väl förtrogen med Septuaginta, den grekiska översättningen av Gamla testamentet, och de bibelcitat som förekommer i brevet är hämtade därifrån. Det finns heller inga tydliga tecken på att det skulle vara en översättning gjord från en arameisk förlaga. Och enligt Bart D. Ehrman var Jakob en arameisktalande bonde från Galileen som med nästan absolut säkerhet inte ens kunde läsa och skriva, än mindre författa ett verk på flytande grekiska. Ehrman menar att den som skrev detta brev var en mycket bildad person med grekiska som modersmål, som skrev en klar och korrekt koinegrekiska och som hade förmågan att bruka en mängd retoriska tekniker som var vanliga inom grekisk-romersk moralfilosofi. Av dessa anledningar menar han att det är näst intill omöjligt att föreställa sig att Jakobsbrevet har skrivits av Jakob, en outbildad bonde från landsbygdens Nasaret. (Vad gäller svårigheten för en outbildad arbetare, som en jordbrukare eller fiskare, från den galileiska landsbygden att kunna författa ett brev på grekiska, se Andra Petrusbrevet, läs- och skrivkunnigheten i Galileen.)
En annan invändning mot att Jakob skulle vara författaren, är att det ingenstans i brevet framkommer att författaren har någon egen relation till Jesus. Jesus nämns för övrigt vid namn bara två gånger i brevet (Jak 1:1; 2:1) och då endast som herren Jesus Kristus. Inget sägs heller om att hans död och uppståndelse skulle utgöra grund för frälsningen. Vidare var skriften omstridd i den äldsta kyrkan och dess accepterande i kanon tog lång tid. Det finns inga säkra spår efter att någon använt sig av Jakobsbrevet före 200-talet, men det finns tecken på att Irenaeus var bekant med det cirka år 180. Det saknas i Muratoriekanon, Tertullianus nämner det inte, och det citerades som auktoritativ skrift först av Origenes i mitten av 200-talet. På 300-talet skriver Eusebios av Caesarea att brevet ofta har ansetts vara oäkta och att inte många gamla författare har nämnt det. Flera forskare har tolkat brevets andra kapitel, verserna 2:14–26, som ett angrepp på Paulus, varför i så fall brevet måste ha skrivits efter det att Paulus brev hade samlats och börjat cirkulera, något som skedde senare än år 62 när Jakob antas ha dött. Och man har undrat hur Jakob, om han verkligen är författaren, kan ha undgått att ta upp frågan om konvertiternas förhållande till judiska lagar och riter. I alla källor sägs Jakob värna den judiska lagen och såväl kulturellt som kultiskt hålla fast vid den judiska identiteten. Men i Jakobsbrevet finns inget rituellt eller kultiskt, inget om renhetslagar, det judiska templet, tillåten mat, sabbaten, högtidsdagar, omskärelse, Israel eller något annat som hör till den judiska identiteten. I stället handlar det om kärleksbudet att Du skall älska din nästa som dig själv (Jak 2:8) eller om budorden (Jak 2:10–12). Det förekommer heller inga antydningar i brevet om schismer mellan judiska och icke-judiska kristna, och soteriologin, frälsningsläran, i brevet riktar sig till de hednakristna och avviker därmed kraftigt från den orientering mot de judekristna som Jakob representerar enligt det Paulus skriver i Galaterbrevet.
Andra tecken på att brevet inte är från den närmaste tiden efter Jesu död, och därmed heller inte skrivet av Jakob, är dess beskrivning av förhållanden som antas ha rått vid en senare tid. Det handlar om upplevda bekymmer över att det finns alltför många rika i församlingarna (Jak 2:1–6; 5:1–6), att folk verkar vara otåliga över att Jesus ännu inte kommit (grekiska: παρουσία, parousia) (Jak 5:8–9) och att ”de äldste” (grekiska: πρεσβύτερος, presbyteros) förefaller leda församlingarna (Jak 5:14). Detta är omständigheter som alla påminner mer om de förhållanden som rådde senare. Mot slutet av nollhundratalet anslöt allt fler till den kristna rörelsen och då också många fler rika, varför sociala konflikter uppstod i församlingarna. Liknande förhållanden står att finna främst i Lukasevangeliet, Uppenbarelseboken och de pseudopaulinska Pastoralbreven, vilka anses ha skrivits vid en senare tid än den när Paulus skrev sina brev.

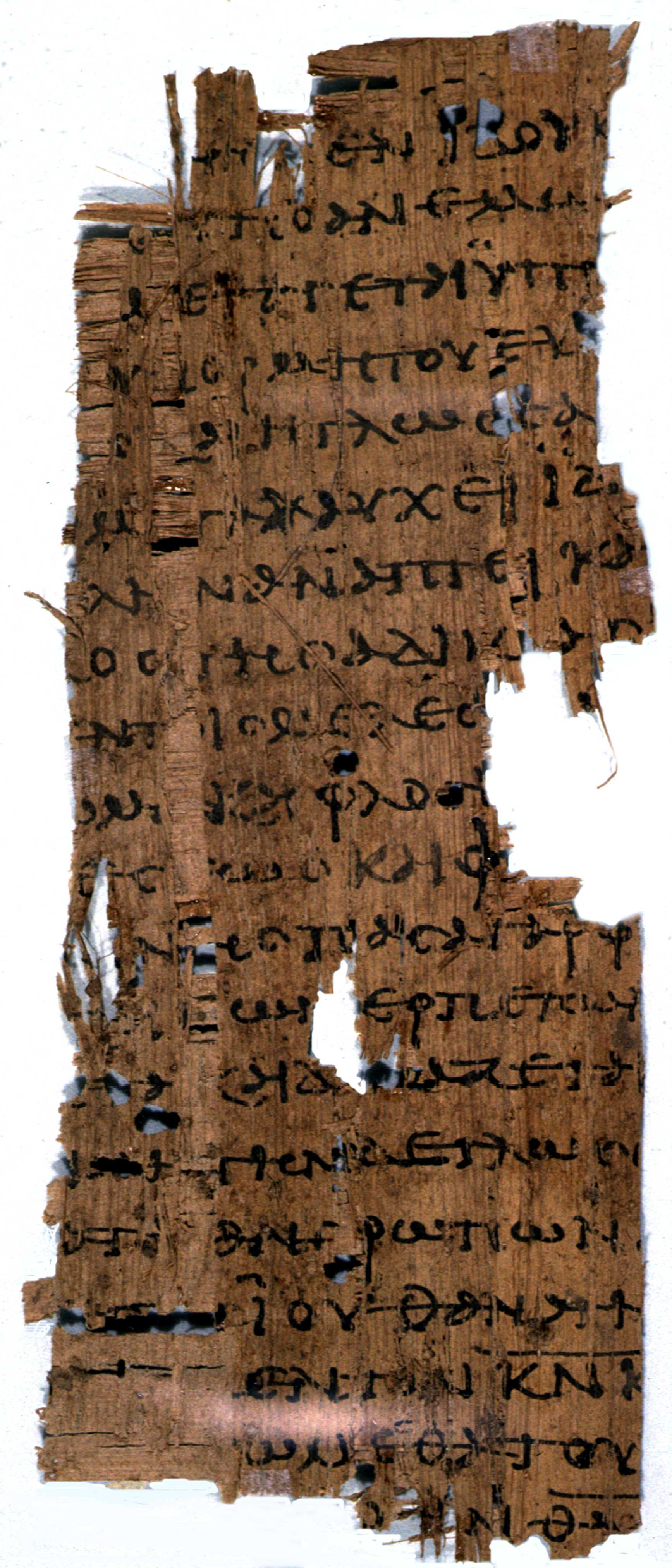
Papyrus P20 från 200-talet innehållande Jakobsbrevet 2:19–3:9

Några forskare menar att flera av dessa omständigheter går att förklara med antagandet att Jakob inte har skrivit brevet men väl påverkat dess utformning i samband med att en skolad hellenist skrev det, även om brevet utformades slutgiltigt först senare.
Emedan majoriteten forskare anser att brevet inte har skrivits av Jakob utan tillkommit efter dennes död och författats av en okänd hellenistisk judisk kristen person med en grundlig grekisk skolning, brukar dess tillkomst ofta förläggas till den sista tredjedelen av nollhundratalet, cirka 65–100.

## Innehåll och inriktning
Jakobsbrevet är, frånsett inledningen, inte uppbyggt som ett traditionellt brev. Det är snarare en skrift sammanställd av kärnfulla uttryck och uttolkningar. Det är främst en traktat (en allmän skrift för en vidare publik) – en kristen förmaningsskrift som handlar om kristen livsföring och gärningarnas betydelse i förhållande till tron. Det innehåller alltså undervisning om kristen moral och etik, visdomsord och förmaningar till församlingarnas medlemmar och ledare, och var troligen avsett att skickas runt till församlingarna.
Brevet inleds med ”Hälsningar från Jakob, Guds och herren Jesu Kristi tjänare, till de tolv stammarna i förskingringen” (Jak 1:1), vilket sannolikt inte avser de tolv judiska stammarna, utan antingen judekristna runt om i Romarriket eller så kristna över huvud taget. De ämnen som ges störst utrymme i brevet är tro, prövningar och frestelser och att Gud inte frestar någon; att man inte ska göra skillnad på rika och fattiga och att Gud utvalt de fattiga till sitt rike; att man inte med tungan ska sprida sitt gift och att den sanna visheten kommer från ovan; att man ska vara ödmjuk och inte högmodig, förlita sig på Guds försyn och inte vara övermodig; att Herrens ankomst (parousia) är nära; att bönen har kraft; att många bröder kommer bort från sanningen och hamnar på villovägar; och att ”den som återför en syndare från hans villovägar räddar hans liv undan döden och gör att många synder blir förlåtna.” (Jak 5:20) Därefter slutar brevet utan någon avskedsfras.
Ett framträdande tema i Jakobsbrevet är att det finns två vägar i livet, där den ena leder till död och den andra till liv. I brevet framställs kristendomen (fastän beteckningen inte förekommer) som inte bara ett trossystem utan som ett sätt att leva. Församlingsmedlemmarna varnas för att vara tvehågsna (Jak 1:8; 4:8) och att det inte är möjligt att vara vän både med världen och med Gud (Jak 4:4). Skriften beskriver det praktiska livet i en församling, där man ber för varandra och bekänner sina synder för varandra (Jak 5:16), och där man åtar sig att hjälpa dem som befinner sig i nöd (Jak 1:27). Den utgör en handledning för hur man ska agera för att beträda den väg som leder till livet (Jak 1:12) och hur man ska undvika den väg som leder till döden (Jak 5:19–20).
En av de saker som främst betonas i brevet är att tron i sig själv, utan gärningar, är död (Jak 2:17, 26), och ”att människan blir rättfärdig genom gärningar och inte bara genom tro” (Jak 2:24). Detta verkar stå i direkt motsats till det Paulus skriver, nämligen ”att människan blir rättfärdig på grund av tro, oberoende av laggärningar”.
Jakobsbrevet är en bibelbok som relativt sällan lyfts fram i kyrkans förkunnelse. Orsaken är främst att den inte betonar Jesu död och uppståndelse på samma evangeliserande sätt som andra bibelböcker i Nya testamentet gör. Martin Luther ansåg att brevets innehåll grumlade rättfärdiggörelsen genom tron.

### Nyckelverser i brevet
- ”Bli ordets görare, inte bara dess hörare.” (Jakobsbrevet 1:22)
- ”Vad hjälper det om någon påstår sig ha tro men saknar gärningar? Kan väl en sådan tro frälsa någon?” (Jakobsbrevet 2:14)
- ”Så är det också med tron: i sig själv, utan gärningar, är den död.” (Jakobsbrevet 2:17)
- ”Vi begår alla många fel. Om någon inte felar i sitt tal, är han en fullkomlig man ...” (Jakobsbrevet 3:2)
- ”Lyssna ni som är rika, gråt och klaga över de olyckor som skall komma över er ...” (Jakobsbrevet 5:1–6)